# Барвинский, Евгениуш
Евгениуш Барвинский (пол. Eugeniusz Barwiński; 3 января 1874, с. Постоловка — 16 мая 1947, Краков) — польский историк, архивист, библиограф
, юрист, издатель. Доктор философии (1898). Член НОТШ во Львове (1893), исторической комиссии Польской АМ, Славянского института в Праге.

## Биография
Учился на юридическом факультете Львовского университета, впоследствии перевелся на философский. С 1897 Барвинский — фельетонист в редакции газеты «Руслан».
Печатал статьи в журнале «Правда» (1895), «Записках НТШ» (1898), газете «Галичина», «Дело» (1901) и др.
В 1918—1939 — директор Государственного архива во Львове. В этом же архиве от осени 1939 до января 1940 и с января 1941 до января 1944 — хранитель фондов. С марта 1944 — хранитель фондов в Государственном архиве Кракова.
В 1932—1947 — заместитель председателя Главного совета Польского исторического общества, 1926—1930 — голова его львовского отделения.
С 1923 — член Квалификационной комиссии при Министерстве вероисповеданий и религии. Инвентаризировал венские архивные документы в 1919, 1920 и 1924, обрабатывал и подавал замечания к проекту архивного польско-австрийского договора (1923—1930).
В 1928—1935 — Генеральный комиссар Польши по распределению силезских документов; составил в Чехословакии и Силезии описание архивных документов бывшей Цешинской экономии.
Упорядочил и описал фонды Государственного архива Львова (акты):
- Краевой табулы
- Галицкого наместничества
- Львовского апелляционного суда 1784—1909
- Уголовного суда 1825-91
- финансовой прокуратуры и др.

Умер в Кракове, похоронен на местном Раковицком кладбище.
Отмечен Офицерским крестом Орден Возрождения Польши (27 ноября 1929), а также офицерскими наградами: Крестом Ордена Белого Льва, орденом «Meritul Cultural».

## Работы
Автор трудов:
- «Заметки к истории сношений императора Рудольфа II и Папы Климентия VIII с казаками в г. 1593-94» (1896),
- «Набег казаков на Очаков 1545 г.» (1897),
- «Отец Никола» (1899),
- «Тарас Шевченко. Его жизнь и сочинения» (1913) и др.